# Де Мишель, Габриэль
Габриэль де Мишель (фр. Gabriel De Michèle; род. 6 марта 1941 года, Сент-Этьен) — французский футболист, защитник.

## Клубная карьера
В профессиональном футболе дебютировал в 1963 году выступлениями за клуб «Нант», за который сыграл 12 сезонов. Большую часть времени, проведённого в составе «Нанта», был основным игроком защиты команды. Завершил выступления за «Нант» в 1975 году. Впоследствии до 1981 года играл за низшелиговые французские команды.

## Карьера за сборную
В 1966 году дебютировал в официальных матчах в составе сборной Франции. На протяжении карьеры в национальной команде, которая длилась всего 2 года, провёл в форме главной команды страны только 2 матча.
В составе сборной был участником чемпионата мира 1966 года в Англии.

## Достижения
- Чемпион Франции (3) :
  - «Нант»: 1964/65, 1965/66, 1972/73